# Mord nach Maß
Mord nach Maß (Erstausgabe in Schweizer Rechtschreibung als Mord nach Mass, engl. Originaltitel Endless Night) ist der 58. Kriminalroman von Agatha Christie. Er erschien zuerst in Großbritannien am 30. Oktober 1967 im Collins Crime Club und im folgenden Jahr in den USA bei Dodd, Mead and Company. Der Scherz Verlag (Bern/München/Wien) veröffentlichte 1969 die deutsche Erstausgabe in der bis heute verwendeten Übersetzung von Jutta Wannenmacher.

## Erklärung des Romantitels
Der Originaltitel Endless Night bezieht sich auf William Blakes Auguries of Innocence:
Every night and every morn,
Some to misery are born,
Every morn and every night,
Some are born to sweet delight.
Some are born to sweet delight,
Some are born to endless night.

## Handlung
Michael Rogers, ein ehrgeiziger junger Mann und Erzähler der Geschichte, verliebt sich in die reiche amerikanische Erbin Fenella Guteman (Ellie) auf den ersten Blick, als er sie auf dem Grundstück sieht, das er kaufen will. Das Land wird von den Einheimischen „Gipsy’s Acre“ – Zigeuneracker – genannt. Es liegt wunderschön mit einem Blick über das Meer und einem dunklen Tannenwald. Schnell kann er Ellies Herz erobern und mit ihrem Geld auch Gipsys Acre. Trotz der Warnungen, dass ein Fluch über dem Land liegt, nimmt das junge Paar seinen Wohnsitz dort und die Tragödie zieht auf.
Ellie stirbt nach einem Unfall. Am Ende stellt sich nach einer überraschenden Wendung Michael als der Mörder heraus.

## Personen
- Ellie Guteman, eine reiche Erbin
- Michael Rogers, ihr Mann
- Stanford Lloyd, Anwalt von Ellie
- Andrew Lippincott, Anwalt von Ellie
- Cora van Stuyvesant, Ellies Stiefmutter
- Reuben Pardoe, Cousin von Ellie
- Greta Andersen, Ellies Freundin
- Esther Lee, eine Zigeunerin
- Major Phillpot, Friedensrichter in Kingston Bishop
- Claudia Hardcastle, Schwester von Rudolf Santonix
- Rudolf Santonix, Architekt

## Verfilmungen

### Mord nach Maß (1972)
Der Roman wurde 1972 mit Hayley Mills, Britt Ekland, Per Oscarsson, Hywel Bennett und George Sanders (der durch Suizid starb, bevor der Film in die Kinos kam) verfilmt. Von Christie wird berichtet, dass sie starke Vorbehalte gegen die Sexszenen hatte, die zur Belebung der Handlung eingefügt worden waren.

### Endless Night (2013)
Der Roman wurde als letzter Film in der Neuverfilmung aller Marple-Geschichten in der ITV-Serie Agatha Christie’s Marple verfilmt. Abgesehen von der Tatsache, dass das Buch keine Miss-Marple-Geschichte ist, folgt der Film sonst der Vorlage genau.

### Mord nach Mass (2021)
Als erster Film der dritten Staffel von Agatha Christie: Mörderische Spiele, der 1972 in Lille spielenden französischen Pastiche-Serie, in der erstmals eine Kommissarin auftritt.

## Wichtige Ausgaben
- 1967: Collins Crime Club (London), 30. Oktober 1967
- 1968: Dodd Mead and Company (New York), 1968
- 1969: deutsche Erstausgabe im Scherz Verlag[4]

## Hörbücher
- 2003: Mord nach Maß. (5 CDs): einzige ungekürzte Lesung. Sprecher: Manfred Fenner. Regie: Hans Eckardt. Übersetzung aus dem Englischen von Jutta Wannenmacher. Verlag und Studio für Hörbuchproduktionen (Marburg)[6]
- 2008: Mord nach Maß. (3 CDs): gekürzte Lesung. Aus dem Englischen von Tanja Handels. Gelesen von Peter Veit. Regie: Toni Nirschl. Der Hörverlag (München)[7]